# Korea Train Express
El KTX (Tren Expreso de Corea, del coreano, 한국고속철도, del inglés, Korea Train Express) es un tren de alta velocidad de Corea del Sur gestionado por la compañía Korail. Actualmente están en operación las líneas KTX-1, KTX-Sancheon, KTX-Eum y KTX-Cheongryong, y entre ellas, la KTX-1 es un derivado del TGV francés. El 16 de diciembre de 2004, el tren coreano HSR-350X efectuó un viaje de pruebas que alcanzó  los 500 km/h.

## Historia
Después de doce años de construcción, el día 31 de marzo de 2004 abren las líneas Gyeongbu (que conecta Seúl con Busán vía Daejeon y Daegu) y Honam (Seúl-Gwangju y Mokpo). Utilizando rieles de alta velocidad en sólo parte de la línea (Seúl-Daegu), la nueva línea acorta el tiempo de viaje entre Seúl y Busan de los anteriores 260 minutos a sólo 160 minutos. Se espera una reducción a 116 minutos alrededor de 2018, que será cuando los trenes pasen a circular exclusivamente sobre rieles de alta velocidad.
En total, serán construidos 46 trenes, 12 por la francesa Alstom, y los restantes en Corea del Sur, por Hyundai Rotem. Los raíles de las líneas fueron construidos con la ayuda de técnicos de la compañía francesa de ferrocarriles SNCF.
El KTX es protagonista en una película que se estrenó en 2016 "Estación Zombie" que se grabó en un tren de KTX que iba desde la capital hacia Busan, y esta es atacada por unos zombis.

## Material rodante

### KTX-I
Los trenes KTX-I iniciales, también conocidos simplemente como KTX o como TGV-K, se basan en el TGV Réseau, pero con varias diferencias.  Se construyeron 46 trenes: los doce iniciales en Francia por Alstom el resto en Corea del Sur por Hyundai. Tiene capacidad para transportar hasta 935 pasajeros a una velocidad máxima regular de 300 km/h, luego aumentó a 305 km/h.

### KTX-Sancheon
Es un tren de alta velocidad de Corea del Sur construido por Hyundai Rotem en la segunda mitad de la década de 2000 y operado por Korail desde marzo de 2009. Con una velocidad máxima de 305 km/h, el KTX-Sancheon es el segundo tren comercial de alta velocidad operado en Corea del Sur y el primer tren nacional de alta velocidad diseñado y desarrollado en Corea del Sur.

### KTX-Eum
El KTX-Eum entró en servicio en la línea Jungang el 4 de enero de 2021, operando entre la sección electrificada de Cheongnyangni y Andong.  En diciembre de 2016 se realizó un pedido adicional de 14 unidades de seis automóviles, ambos pedidos se entregarán en 2020-2021. Fabricado por Hyundai Rotem, tiene capacidad para 381 pasajeros y alcanza velocidades de 280 km/h.

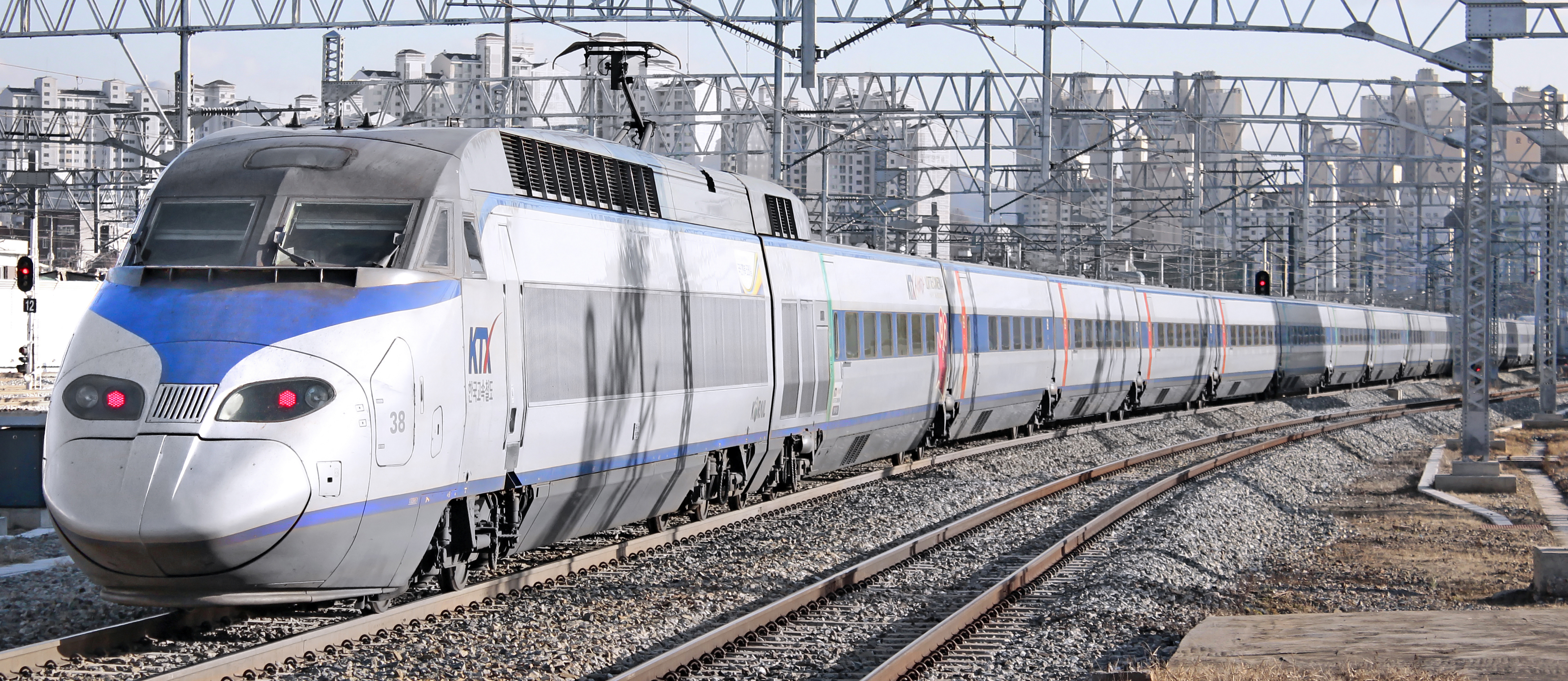
KTX-I
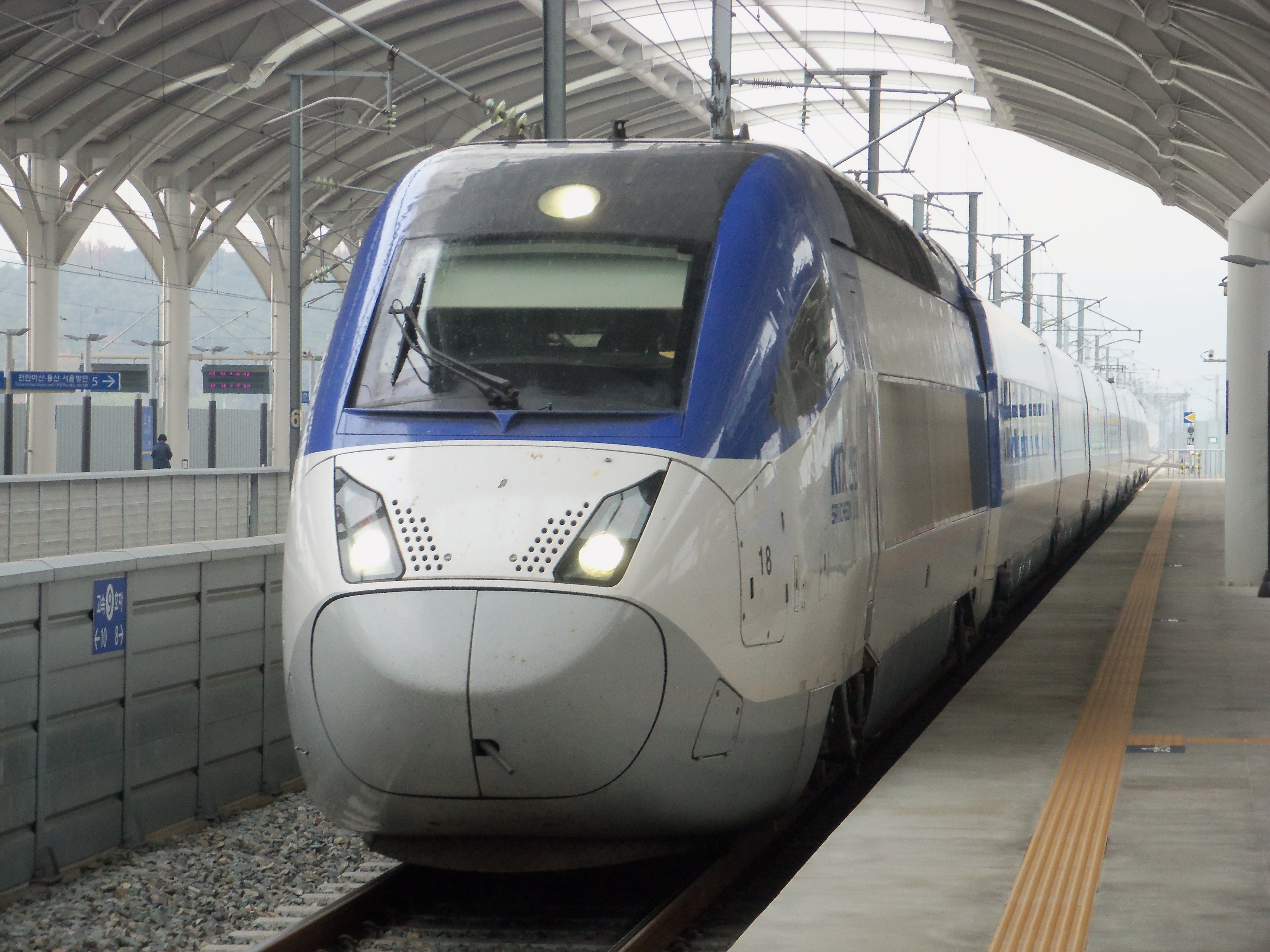
KTX-Sancheon
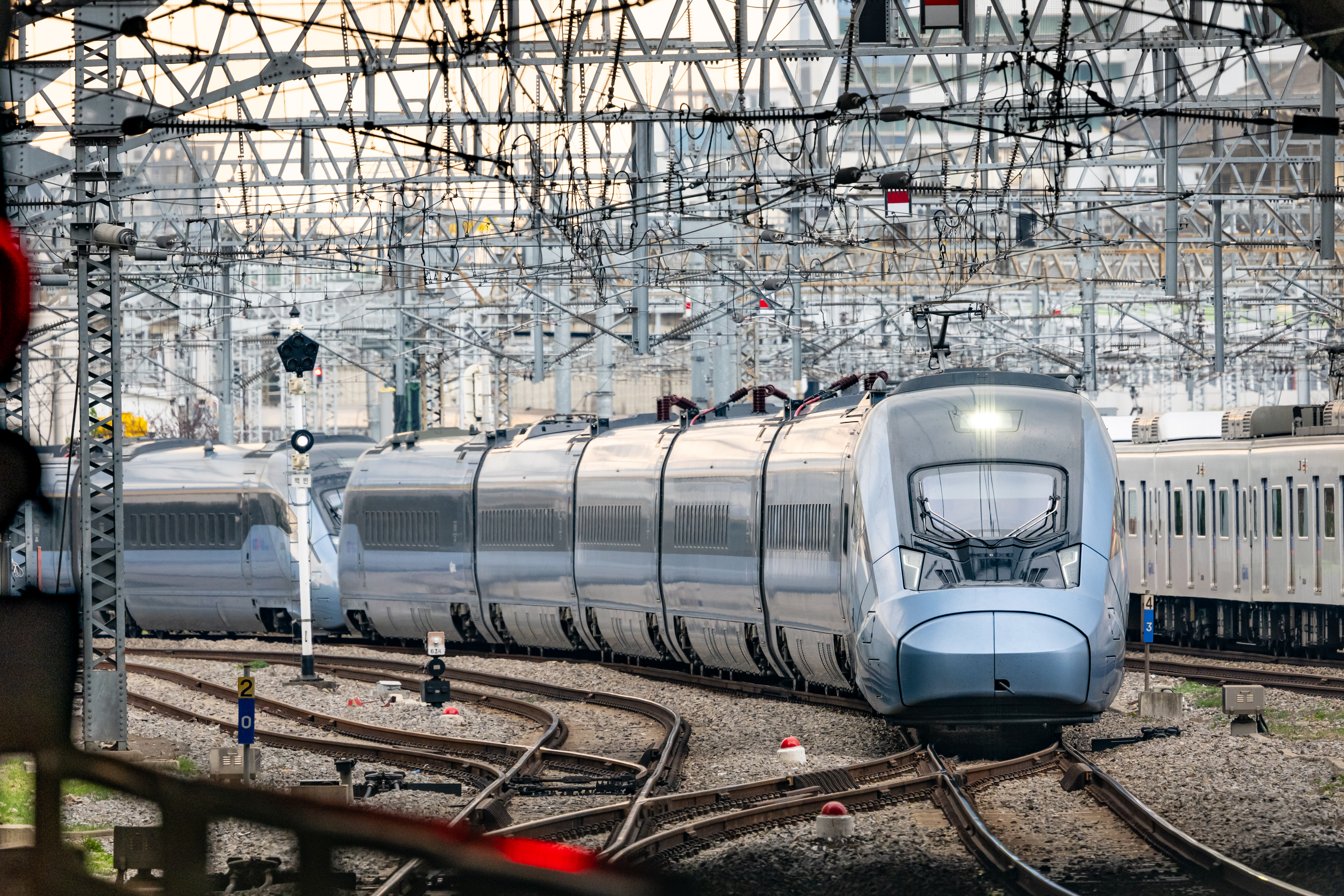
KTX-Eum
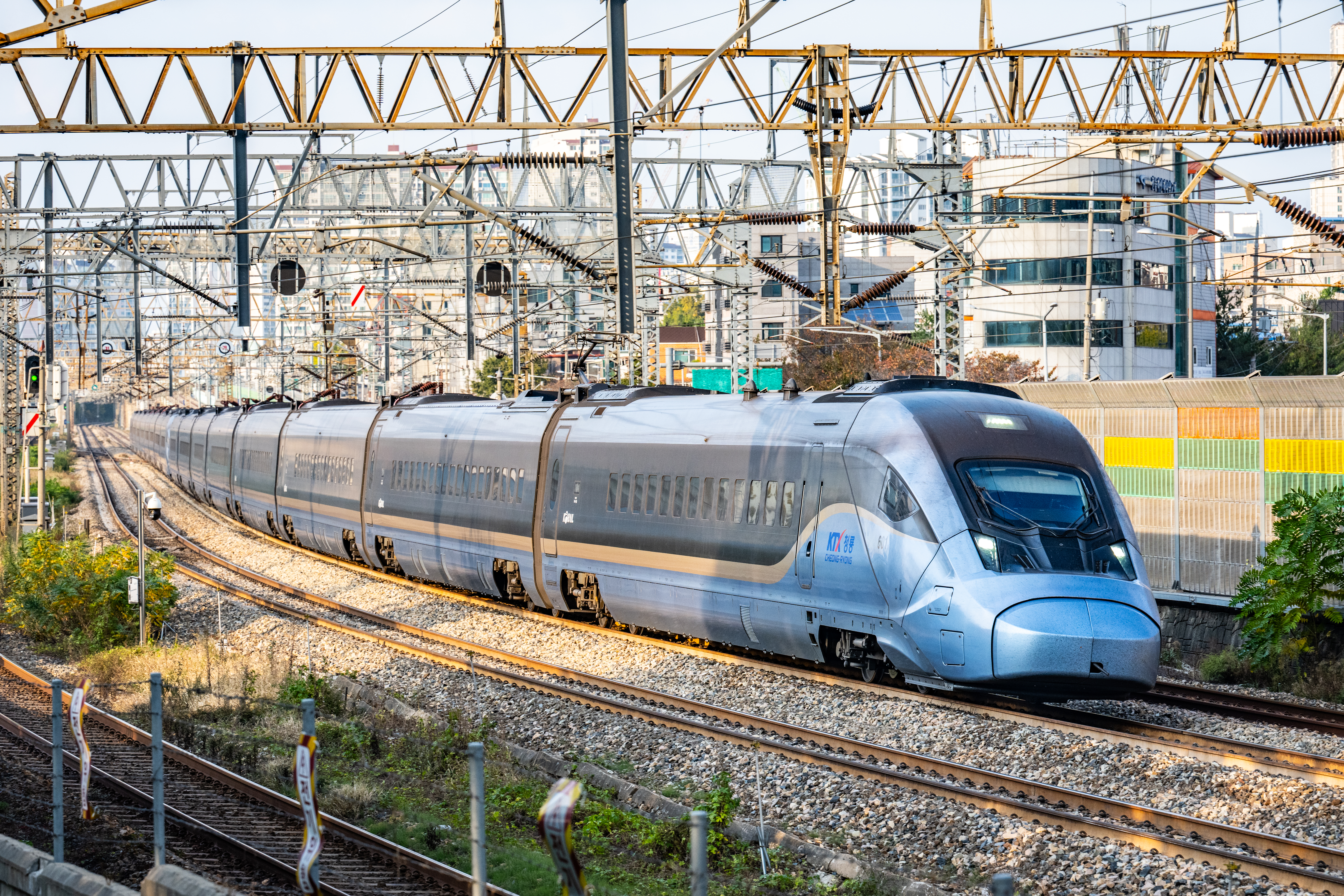
KTX-Cheongryong

## Servicios

### Gyeongbu KTX
Los trenes que conectan Seúl y Busan.

### Honam KTX
Los trenes que conectan Seúl y Mokpo o Yeosu.

### Gangneung KTX
Esta línea conecta Seúl y Gangneung vía Pieonchang. Este servicio fue adaptado para preparar Juegos Olímpicos de Pieonchang 2018.

### Jungang KTX
Los trenes que conectan Seúl y Andong. Desde el 5 de enero de 2021.

## Líneas KTX
Líneas actuales por donde se realizan los servicios KTX:
| Línea               | Trazado                                                                                             | Abrió                                                                                 | Velocidad de operación |
| Línea               | Trazado                                                                                             | Abrió                                                                                 | km/h                   |
| ------------------- | --------------------------------------------------------------------------------------------------- | ------------------------------------------------------------------------------------- | ---------------------- |
| Gyeongbu HSR        | Interconexión Gwangmyeong - Sindong                                                                 | 1 de abril de 2004                                                                    | 305                    |
| Gyeongbu HSR        | Dongdaegu - Busan                                                                                   | 1 de noviembre de 2010                                                                | 305                    |
| Gyeongbu HSR        | Interconexión Daejeon Sur - Interconexión Okcheon Interconexión Sindong - Interconexión Daegu Oeste | 1 de agosto de, el año 2015                                                           | 300                    |
| Línea Gyeongbu      | Seúl - Daejeon                                                                                      | 1 de abril de 2004                                                                    | 160                    |
| Línea Gyeongbu      | Dongdaegu - Busan                                                                                   | 1 de abril de 2004                                                                    | 160                    |
| Línea Gyeongui      | Seúl - Haengsin                                                                                     | 1 de abril de 2004                                                                    | 90                     |
| Línea Honam         | Interconexión Daejeon - Seodaejeon - Iksan                                                          | 1 de abril de 2004                                                                    | 180                    |
| Línea Honam         | Gwangju-Songjeong - Mokpo                                                                           | 1 de abril de 2004                                                                    | 180                    |
| Línea Gyeongjeon    | Interconexión Mijeon - Masan                                                                        | 15 de diciembre de 2010                                                               | 160                    |
| Línea Gyeongjeon    | Masan - Jinju                                                                                       | 15 de diciembre de 2012                                                               | 160                    |
| Línea Jeolla        | Iksan - Yeosu Expo                                                                                  | 5 de octubre de 2011                                                                  | 200-230                |
| Línea Donghae       | Interconexión Geoncheon - Pohang                                                                    | 2 de abril de, el año 2015                                                            | 200                    |
| Honam HSR           | Osong - Gwangju-Songjeong                                                                           | 2 de abril de, el año 2015                                                            | 305                    |
| Línea Jungang       | Cheongnyangni - Seowonju                                                                            | 22 de diciembre de 2017                                                               | 230                    |
| Línea Jungang       | Seowonju - Andong                                                                                   | 5 de enero de 2021                                                                    | 250                    |
| Línea Gyeonggang    | Seowonju - Gangneung                                                                                | 22 de diciembre de 2017                                                               | 250                    |
| Línea Yeongdong     | Cheongnyang - Donghae                                                                               | 2 de marzo de 2020                                                                    | 110                    |
| Línea Jungbunaeryuk | Bubal - Mungyeong                                                                                   | 31 de diciembre de 2021 (Bubal - Chungju) 2023 (Chungju - Mungyeong, en construcción) | 230                    |

## Futuro

Mapa de la línea KTX en enero de 2021

La construcción de la segunda fase (que conectará Daegu y Gyeongju con Busán) comenzó en junio de 2002 y se espera que se complete en 2010. También está proyectada la línea de alta velocidad para la sección de Osong a Gwangju y Mokpo, y se espera que esté lista en 2017. Está previsto la apertura del tramo Masan - Bujeon (Línea Gyeongjeon) en 2021. En 2023, se inaugurará el trazado entre Gomagwon - Imseong-ri, de la línea de alta velocidad Honam HSR. En 2024, se finalizara la interconexión de Songdo - Maesong con una distancia de 44 km en la Línea Incheon KTX y finalmente está previsto para 2028 el tramo Gimcheon - Geoje de 190 km de largo en la Línea Nambunaeryuk.

## Usuarios
Cuando fue introducido en abril de 2004, la tasa de ocupación del KTX era de media de 70.900 pasajeros diarios, un 70% por debajo de las expectativas iniciales. Aun teniendo unos beneficios diarios de 2100 millones de wons, esta cuantía era insuficiente para amortizar los préstamos, al mismo tiempo que los costes de la construcción —estimados inicialmente en 5 billones— pasaron a 18 billones de wons surcoreanos (aproximadamente de 5.000 a 18.000 millones de dólares). El 14 de enero de 2005, el primer ministro Lee Hae-Chan reconoció que el KTX fue un fallo político.
No obstante, La tasa de ocupación fue subiendo lentamente. El 9 de enero de 2006 la Korail anunció que la tasa de ocupación media diaria en diciembre de 2005 había llegado a los 104.600 pasajeros, un aumento del 50%, con unos beneficios diarios de hasta 2800 millones de wons y un equilibrio financiero esperado para principios de 2007.

## Cuestiones técnicas
Según una investigación del Gran Partido Nacional de diciembre de 2006, el KTX se averió 160 veces en 3 años. Para obtener las piezas venidas de Francia, la KTX tiene un grave problema, que es que la reparación es extremadamente lenta y cara. Sin embargo este problema será superado ya que las siguientes generaciones de KTX, serán fabricadas en el país con tecnología propia, como el KTX II (HSR-350X), el cual es un desarrollo completamente coreano.